# Wilhelm Barthlott
Wilhelm A. Barthlott (22 de junio de 1946 ) es un botánico alemán.
Fue profesor de la Universidad de Bonn. Descubre el mecanismo de autolimpieza de la especie acuática Lotus.

## Obras
La bibliografía de Wilhelm Barthlott incluye más de 300 trabajos originales, y doce libros.
- Cacti, en 1979 ( sobre cactos).
- Biodiversity: A Challenge for Development Research and Policy, 1998
- Prefacio de Cactus Family de Edward Anderson, Roger Brown, 2001

### Sobre estudios de biodiversidad y ecología tropical
- Kreft, H., Jetz, W., Mutke, J., Kier, G. & W. Barthlott. 2008. Global diversity of island floras from a macroecological perspective. Ecology Letters 11: 116-127
- Barthlott, W., Hostert, A., Kier, G., Küper, W., Kreft, H., Mutke, J., Rafiqpoor, M.D., Sommer, J. H. 2007. Geographic patterns of vascular plant diversity at continental to global scale. Erdkunde 61: 305–315
- Kreft, H., Sommer, J.H. & W. Barthlott. 2006. The significance of geographic range size for the explanation of spatial diversity patterns. Ecography 29: 21-30
- Mcclean C., Lovett J.C., Küper W., Hannah, L., Sommer J.H., Barthlott, W., Termansen M., Smith G.F., Tokumine S. & J. Taplin. 2005. African Plant Diversity and Climate Change. Ann. Missuori Bot. Gard. 92 139-152
- Küper, W., Sommer, J.H., Lovett, J.C., Mutke, J., Linder, H.P., Beentje, H.J., Van Rompaey, R.S.A.R., Chatelain, C., Sosef, M. & W. Barthlott. 2004. Africa’s hotspots of biodiversity redefined. Ann. Missouri Bot. Gard. 91: 525-535
- Nieder, J. & W. Barthlott (eds.) 2001. Epiphytes and canopy fauna of the Otonga rain forest (Ecuador) Resultados del Proyecto de Epítetos Bonn - Quito, con fondos Volkswagen Foundation. Libros a Demanda GmbH Vol. 1–3
- Barthlott, W. & M. Winiger (eds.) 2001. Biodiversity. A Challenge for development research and policy. Springer, Berlin Heidelberg New York Tokyo, pp. 429 1ª ed. 1998, 2ª corregida e impresa 2001
- Porembski, S. & W. Barthlott (eds.) 2000. Inselbergs: biotic diversity of isolated rock outcrops in tropical and temperate regions. Ecological Studies Vol. 146. Springer-Verlag, Berlin Heidelberg New York Tokio, pp. 528
- Barthlott, W., Lauer, W. & A. Placke. 1996. Global distribution of species diversity in vascular plants: towards a world map of phytodiversity. Erdkunde 50: 317-327

### Sobre Sistemática y Evolución
- Müller, K., Borsch, T., Legendre, L., Porembski, S. & W. Barthlott. 2006. Recent progress in understanding the evolution of carnivorous Lentibulariaceae (Lamiales). Plant Biology 8: 748-757
- Greilhuber, J., Borsch, T., Müller, K., Worberg, A., Porembski, S. & W. Barthlott. 2006. Smallest angiosperm genomes found in Lentibulariaceae, with chromosomes of bacterial size. Plant Biology 8: 770-777
- Barthlott, W., Porembski S., Seine, R. & I. Theisen. 2004. Karnivoren. Biologie und Kultur Fleischfressender Pflanzen. Verlag Eugen Ulmer, Stuttgart
- Borsch, T., Hilu, K. W., Quandt, D. Wilde, V., Neinhuis, C. & W. Barthlott. 2003. Noncoding plastid trnT-trnF sequences reveal a well resolved phylogeny of basal angiosperms. Journal of Evolutionary Biology 16: 1-19
- Barthlott, W., Porembski, S., Fischer, E. & B. Gemmel. 1998. First protozoa-trapping plant found. Nature 392: 447
- Barthlott, W. & N. P. Taylor. 1995. Notes towards a monograph of Rhipsalideae (Cactaceae). Bradleya 13: 43-79
- Barthlott, W. & D. R. Hunt. 1993. Cactaceae. In: Kubitzki, K. (ed.) The families and genera of vascular plants, Vol. II. Springer, Berlin Heidelberg New York Tokio, pp 161-197

### Literatura sobre superficies de borde
- Koch, K., Bushan, B. & W. Barthlott. 2008. Diversity of structure, Morphology and Wetting of Plant Surfaces. Soft matter
- Solga, A., Cerman, Z., Striffler, B. F., Spaeth, M. & Barthlott, W. 2007. The dream of staying clean: Lotus and biomimetic surfaces. Bioinspiration & Biomimetics 2, 1-9
- Barthlott, W., Neinhuis, C., Cutler, D., Ditsch, F., Meusel, I., Theisen, I. & H. Wilhelmi. 1998. Classification and terminology of plant epicuticular waxes. Botanical Journal of the Linnean Society 126: 237-260
- Neinhuis, C. & W. Barthlott. 1997. Characterization and distribution of water-repellent, self-cleaning plant surfaces. Ann.Bot. 79: 667-677
- Barthlott, W. 1990. Scanning electron microscopy of the epidermal surface in plants. En: CLAUGHER, D. (ed.): Application of the scanning EM in taxonomy and functional morphology. Systematics Associations’s Special Volume. Clarendon Press, Oxford, pp. 69-94
- Barthlott, W. & N. Ehler. 1977. Raster-Elektronenmikroskopie der Epidermis-Oberflächen von Spermatophyten. Tropische und subtropische Pflanzenwelt 19, Akad. Wiss. Lit. Mainz. Franz Steiner Verlag, Stuttgart

## Honores
- 1990	Premiado por la Academia der Wissenschaften und der Literatur zu Mainz
- 1997	Premiado por la Academia Nordrhein-Westfälischen de Wissenschaften – Klasse für Natur-, Ingenieur- und Wirtschaftswissenschaften - Düsseldorf
- 1997	Premio Karl Heinz Beckurts
- 1998	Nominado para el Premio Germano de Tecnología e Innovación de la Presidencia Federal
- 1998	Orden Andrés Bello de la República de Venezuela
- 1999	Miembro de la Academia Germana de Naturalistas Leopoldina (hoy Academia Nacional de Naturalistas Leopoldina)
- 1999	Premio a la Investigación Philip-Morris
- 1999	Premio Ambiental Germano
- 2001	Medalla Treviranus de la Asociación Germana de Biólogos
- 2001	Premio GlobArt (Austria) de Innovaciones Transnacionales
- 2002	Cacto de Oro del Principado de Mónaco por méritos de Investigación en Suculentas
- 2004	Científico Residente de la Universidad Duisburg-Essen
- 2005	Premio a la Innovación del Ministerio Federal de Educación
- 2006	Primer Premio de Inventores de Alemania, norte Rhine-Wetfalen
- 2007	Medalla Maecenas de la Universidad de Bonn

### Epónimos
- (Araceae) Amorphophallus barthlottii Ittenb. & Lobin[1]

- (Balsaminaceae) Impatiens barthlottii Eb.Fisch. & Raheliv.[2]

- (Bromeliaceae) Tillandsia barthlottii Rauh[3]

- (Lentibulariaceae) Genlisea barthlottii S.Porembski, Eb.Fisch. & Gemmel[4]

- (Scrophulariaceae) Striga barthlottii Eb.Fisch., Lobin & Mutke[5]

- La abreviatura «Barthlott» se emplea para indicar a Wilhelm Barthlott como autoridad en la descripción y clasificación científica de los vegetales.[6]